# كريستيان كارفاليو
كريستيان كارفاليو (14 أبريل 1980 في البرازيل - ) هو لاعب كرة قدم برازيلي في مركز الهجوم. لعب مع نادي بيكان ونادي غاما ونادي كروزيرو وCharlotte Eagles ‏ وNiki Volos F.C. ‏ وIpatinga Futebol Clube ‏.